# Алі Сабах
Алі Сабах (араб. علي صباح, нар. 1 січня 1977) — іракський футбольний арбітр, арбітр ФІФА з 2002 року.

## Біографія
Обслуговував матчі азійського відбору на чемпіонат світу 2018 року, а також постійно обслуговує матчі Ліги чемпіонів АФК.
На початку 2018 року був одним з арбітрів Молодіжного чемпіонату Азії, де відсудив дві гри в тому числі і одну чвертьфінальну гру.
Був одним з арбітрів Кубка Азії 2019 року.